# Месса в Больсене
Месса в Больсене (итал. La Messa di Bolsena) — фреска (около 500 x 660 см) выдающегося художника эпохи Высокого Возрождения Рафаэля Санти, написанная вместе с учениками в 1512 году в Апостольском дворце в Ватикане, в комнате, известной по названию фрески «Станца д’Элиодоро» (итал. Stanza di Eliodoro). Это помещение (итал. stanza — комната) входит в комплекс из четырёх залов, объединённых наименованием «Станцы Рафаэля».

## История
Первые рисунки для фресок в зале, впоследствии известном как «Станца д’Элиодоро», были подготовлены Рафаэлем ещё летом 1511 года, когда работа над росписями первой комнаты «Станца делла Сеньятура» ещё не была закончена. В июне 1511 года папа Юлий II вернулся в Рим после проигранной военной кампании против французов, которая привела к потере Болоньи и сохраняющейся угрозе экспансии иностранных армий на Апеннинский полуостров. В программе фресок, заданной художнику, отражена идея защиты, которую Бог дарует Церкви в тяжёлые моменты её истории, а конкретные сюжеты посвящены чудесным вмешательствам божественной силы в земные события. Понтифик поклялся не брить бороду, пока не освободит Италию от иностранцев, поэтому в росписях он представлен бородатым.
«Месса в Больсене» считается второй композицией, созданной в этой комнате после фрески «Изгнание Илиодора» в течение 1512 года, о чём свидетельствует латинская надпись в проёме окна: «JVLIVS II. LIGVR. PONT. MAX. ANN. CHRIST. MDXII. PONTIFICAT. SVI. VIII» (Юлий II. Лигур. Великий понтифик. Года от Рождества Христова. 1512…).
Во время Римской республики, установленной якобинцами, а затем в наполеоновский период, захватчики разработали план по отделению фресок от стен и отправки их во Францию в числе военных трофеев для Музея Наполеона (позднее Лувра), но этот план не был реализован из-за технических трудностей.

## Сюжет
Сцена, изображённая Рафаэлем с учениками, представляет чудо, которое, согласно церковному преданию, произошло в 1263 году в Больсене, небольшом городке к северу от Рима. Молодой священник из Богемии сомневался в реальности таинства Евхаристии — пресуществления хлеба и вина в тело и кровь Иисуса Христа. После визита в Рим он просил разрешения отслужить мессу на алтаре в крипте Санта-Кристина-ин-Больсена. В момент поднятия гостии, после того, как он умолял Господа развеять его сомнения, он увидел как на антиминсе в пяти местах выступила кровь соответственно пяти ранам Христа на кресте (схожее чудо произошло ранее в церкви Сант-Амброджо во Флоренции). Услышав о чуде, папа Урбан IV, пребывавший с 1262 года в Орвието, недалеко от Больсены, послал епископа забрать священное полотно. Реликвия была доставлена. Папа признал это чудесное событие и 11 августа 1264 года распространил торжество на всю Церковь, учредив праздник «Праздник Тела и Крови Христовых» (Corpus Domini, 1264) при апостольском престоле.
В северной части трансепта собора в Орвието (Умбрия) находится Капелла дель Корпорале (итал. Cappella del Corporale — Капелла Святого покрова). Она была устроена между 1350 и 1356 годами для хранения антиминса «чуда в Больсене». Стены капеллы сплошь покрыты фресками Уголини ди Прете Иларио, Доменико ди Мео и Джованни ди Буччио Леонарделли «Больсенское чудо» и «Таинство причастия» (1357—1363). В большом мраморном табернакле работы Андреа Орканьи (1358) находится Реликварий со Святым покровом. На створках и пределле в технике росписи по эмали изображены сцены из жизни Христа и больсенского чуда. В праздник Тела Христова реликварий раскрывают и можно видеть Святой покров с тёмными следами крови.
Фреска «Месса в Больсене» прославляет личное поклонение папы Юлия II, отдававшего дань уважения своему дяде Сиксту IV (делла Ровере) который продвигал культ Corpus Domini, а также триумф церкви на Латеранском соборе 1512 года. Папа Юлий II (также из семьи делла Ровере) испытывал особый пиетет к «Чуду в Больсене». Поэтому Рафаэль показал папу Юлия II у алтаря в качестве свидетеля чуда. С этим сюжетом связана также композиция фрески «Диспута» в Станца делла Сеньятура.

## Композиция
Как и в других фресках ватиканских станц, люнет стены, на которой должна была разместиться роспись, прорезан оконным проёмом. Это обстоятельство вынудило Рафаэля расположить фигуры на двух уровнях. Он перенёс место действия из храма на условную «выстроенную» им самим террасу с двумя лестницами по сторонам, замаскировав асимметрию композиции (из-за того, что оконный проём находится не посередине стены). Террасу он окружил выдуманной балюстрадой, а алтарь установил на пресбитерии придуманного им храма собственной архитектуры.
Вместо того чтобы изобразить смятение, ошеломление, как, скорее всего, поступили бы художники кватроченто, Рафаэль согласно эстетике «римского классицизма» создал уравновешенную композицию. Смятение свидетелей происшедшего показано лишь в левом углу картины. Священник полон внутреннего напряжения, но спокоен, коленопреклонённая фигура папы Юлия II выражает неколебимость церковного учения — он свидетель, не участвующий в действии. «Папа, кардиналы и коленопреклонённые солдаты швейцарской гвардии в нижней части фрески, — писал об этом произведении М. Дворжак, — представляют собой галерею блестящих портретов, восхищающих достигнутым уровнем воспроизведения индивидуальных форм… Благодаря этому изображение обретает дух исторической значимости, которая в сочетании с художественной значимостью создаёт новый тип живописного произведения на исторический сюжет».
Один из самых замечательных фрагментов фрески — портреты членов швейцарской гвардии в правом нижнем углу композиции. Разнообразие переданных художником характеров не самых главных, а даже второстепенных лиц, было необычным для того времени. Когда Тициан писал свою прославленную картину «Мадонна Пезаро» для церкви Санта-Мария-Глорьоза-дей-Фрари в Венеции он мог ориентироваться на шедевр Рафаэля.

## Детали фрески

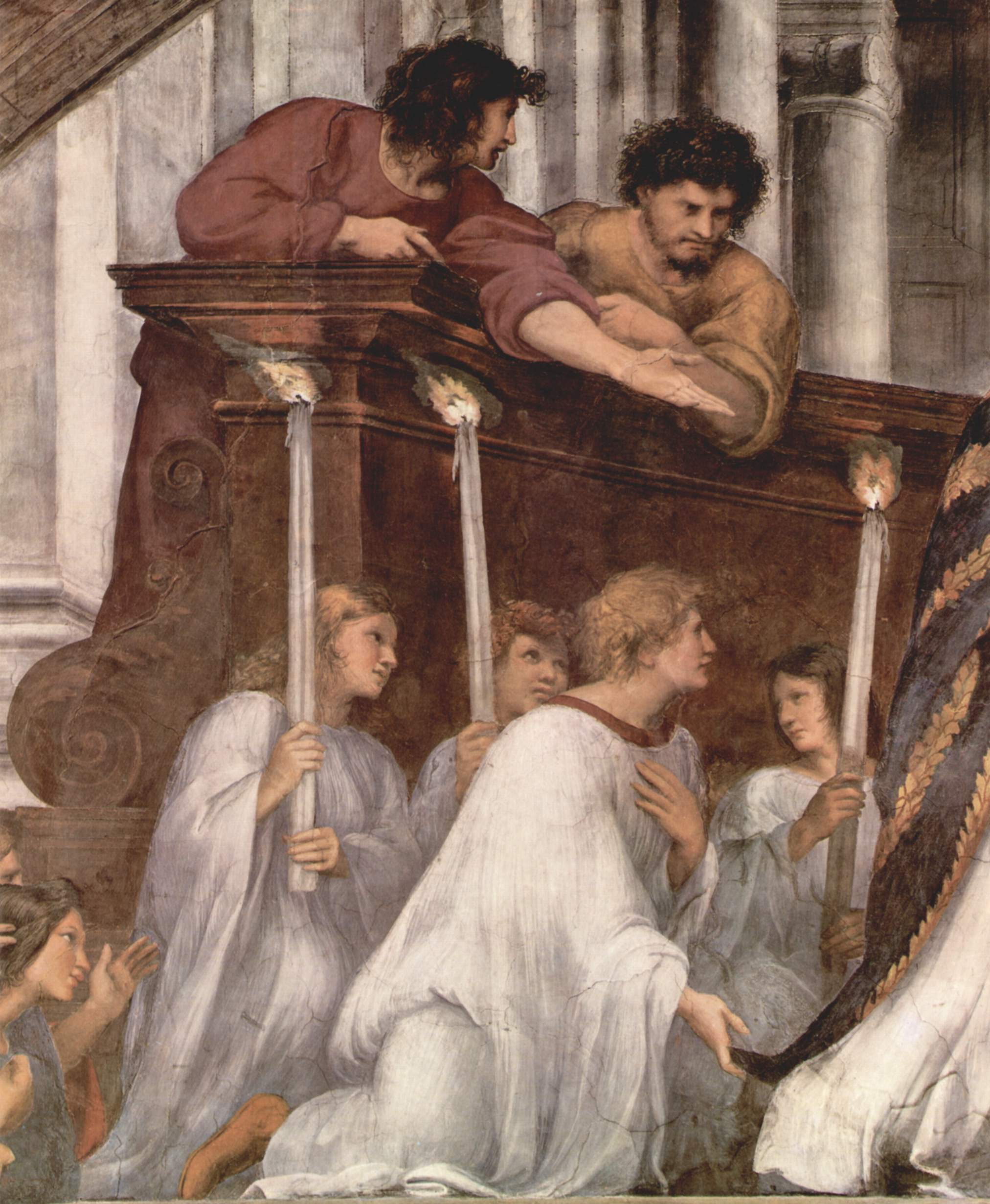
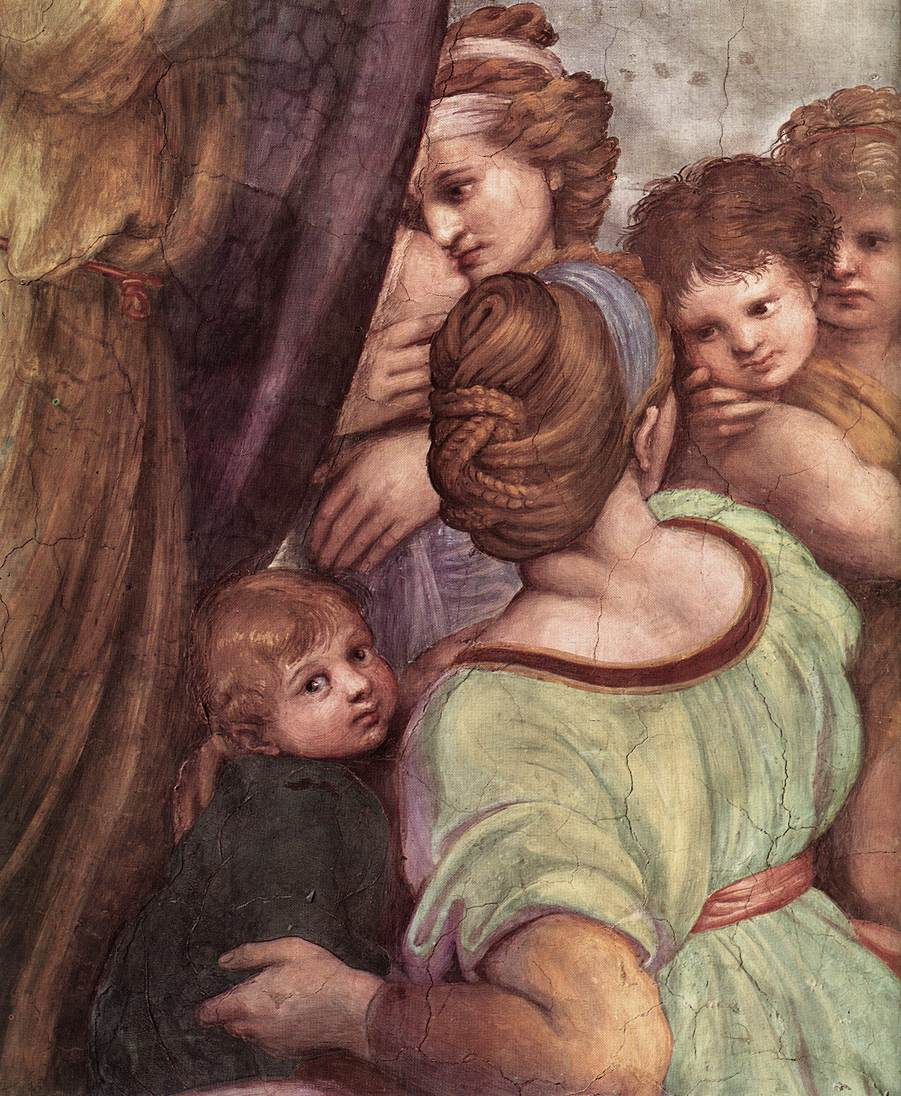
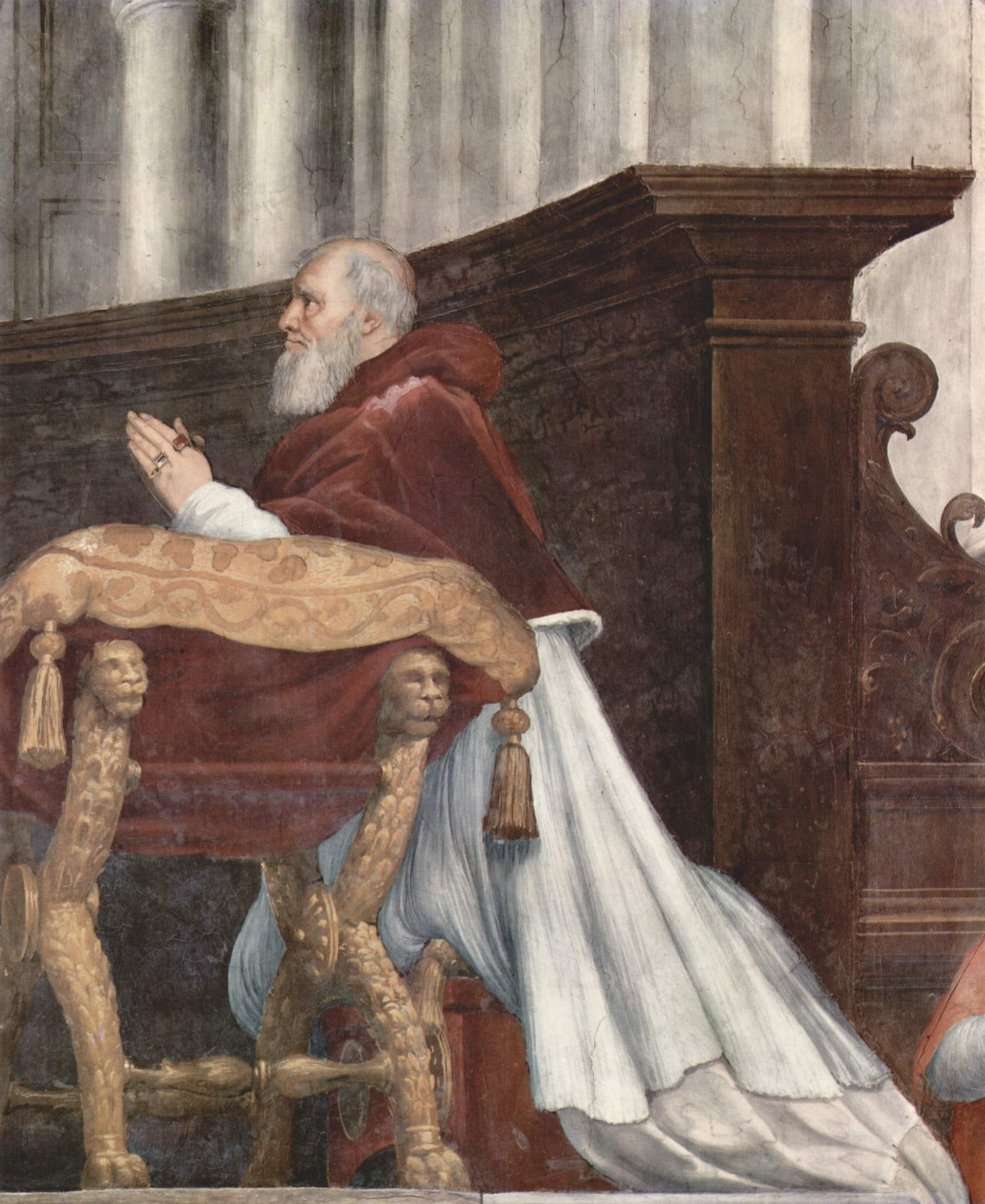
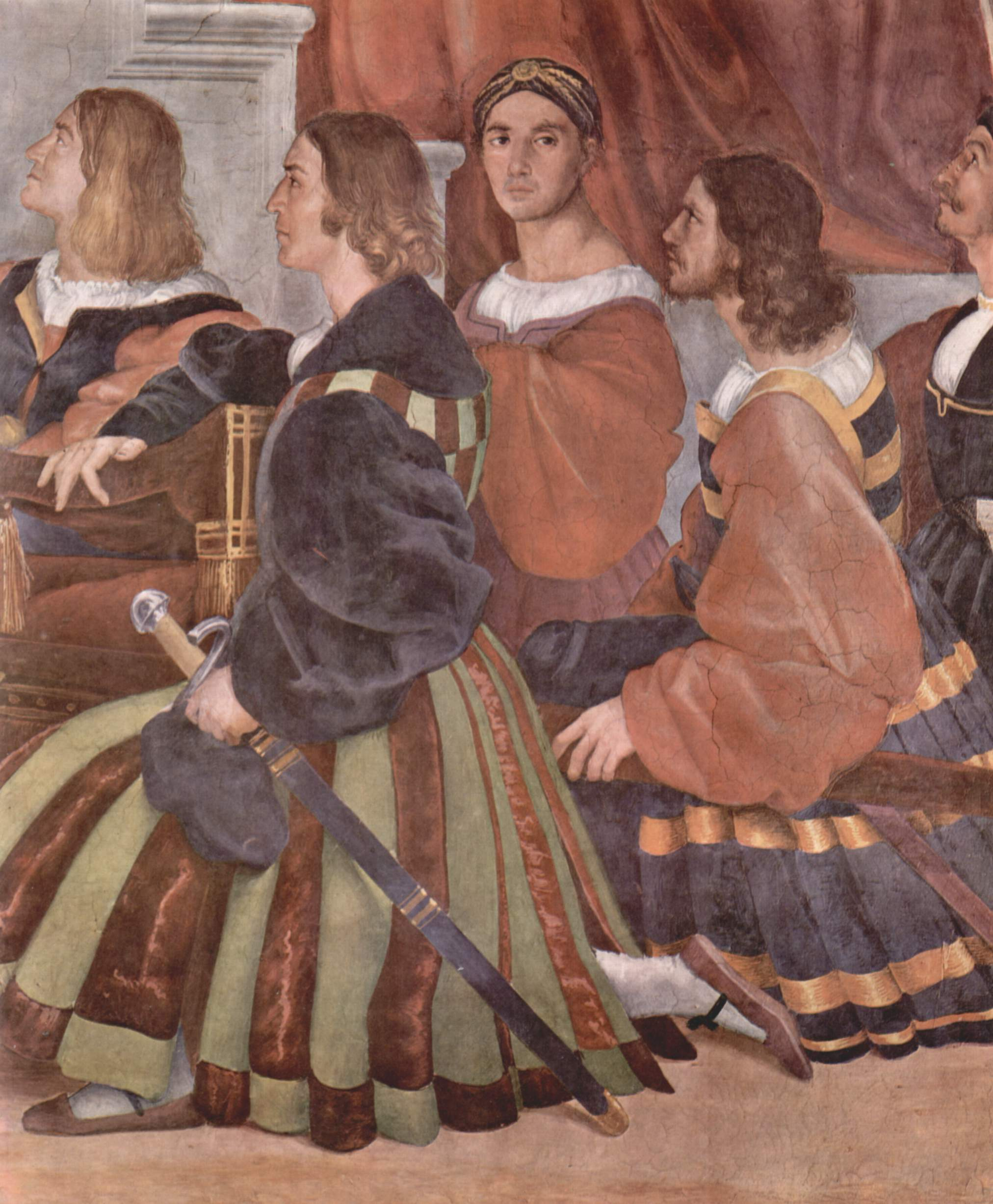